# Tang Lingling
Pour les articles homonymes, voir Tang.
Dans ce nom chinois, le nom de famille, Tang, précède le nom personnel.
Tang Lingling, née le 8 mars 1987, est une karatéka chinoise. Elle remporte une médaille de bronze en kumite plus de 68 kg aux Jeux asiatiques de 2010 à Canton et aux championnats du monde de karaté 2010 à Belgrade, puis une médaille d'argent en kumite moins de 68 kg aux championnats d'Asie de karaté 2011 à Quanzhou.